# Église Sainte-Élisabeth de Mons
L’église Sainte-Élisabeth est un édifice religieux sis rue de Nimy, à une centaine de mètres de la Grand-Place de Mons, en Belgique. Une chapelle construite au XIVe siècle fait place à un édifice gothique au XVIe, puis baroque au XVIIIe siècle. Fermée durant la période révolutionnaire française elle redevient paroisse catholique en 1803.

## Histoire
En 1345, Isabeau d’Antoing, veuve de Gérard de Werchin donne son hôtel particulier de la rue de Nimy à Mons pour qu’y soit construite une chapelle dédiée à sa sainte patronne, Élisabeth, reine de Hongrie.  La chapelle prend de l’importance, au point qu’on souhaite en faire une paroisse. Jaloux de leurs privilèges le clergé de la paroisse Saint-Germain s’y oppose longtemps.
Finalement, en 1516, avec l’accord du chapitre de Saint-Germain, la paroisse est érigée. On met immédiatement en chantier l’édification d’une église conforme aux besoins d’une paroisse. Cette église de style gothique est consacrée le 16 octobre 1588. Elle est embellie et transformée durant le XVIIe siècle.
En 1714, lors de la célébration de la fête de l’Annonciation, un incendie accidentel dévaste l’édifice. Des travaux de restauration sont entrepris sous la direction de l’architecte montois Claude-Joseph de Bettignies. Piliers, nervures et façade qui ont résisté au feu sont conservés. Le reste est reconstruit en style baroque. Le nouveau campanile est terminé en 1720. 
Sous le régime révolutionnaire français (1794) l’église est réquisitionnée pour servir au culte de la ‘déesse Raison’. Elle est rendue au culte catholique en 1797 et redevient paroisse en 1803.

## Description
Longue de 62 mètres et large de 29 l’église présente une nef séparée des deux bas-côtés par une série de seize piliers. L’église est éclairée par 44 verrières dont seulement quatre sont historiées. L’élégant campanile date de 1720.
La partie inférieure de la façade date de 1686 (première église) tandis que la partie supérieure est plus récente : 1719-1720. À mi-hauteur de la façade  le chronogramme [Deo aUgUstaeqUe eLIsabeth eXtrUCtUM] donne la date de construction de la façade de l'église: 1686. 

## Patrimoine
- Les stalles (du XVIIIe siècle) proviennent de l’ancien couvent des Minimes.
- La châsse contenant des reliques de saint Georges (XVIIe siècle). Depuis 2015, une icône contemporaine dédiée à saint Georges est présentée près de la châsse.
- Le grand orgue été construit en 1778. Il a été reconstruit en 1849 par le facteur Joseph Merklin (à l'époque basé à Ixelles-lez-Bruxelles) dont il devint l'un des chefs-d’œuvre. Si son buffet, en tribune, fait encore belle impression de loin, cet instrument est en fait dans un état très préoccupant et est muet depuis de nombreuses années. Le grand orgue de l'église Sainte-Elisabeth a la particularité d'être l'un des plus anciens témoins restants des débuts de la manufacture Merklin-Schütze. Cet instrument est aussi un témoin du renouveau de la facture d'orgue belge auquel contribua Merklin au milieu du XIXe siècle.
- Une imposante croix de pierre provient d’un ancien oratoire (XVIe siècle).
- Des toiles et crucifix datant des XVIe, XVIIe et XVIIIe siècles.
- Depuis 2014, l'image de Notre-Dame de Belle Dilection est vénérée en Sainte-Elisabeth (elle l'était avant dans la chapelle des Capucins fermée le jour de Pâques 2014).

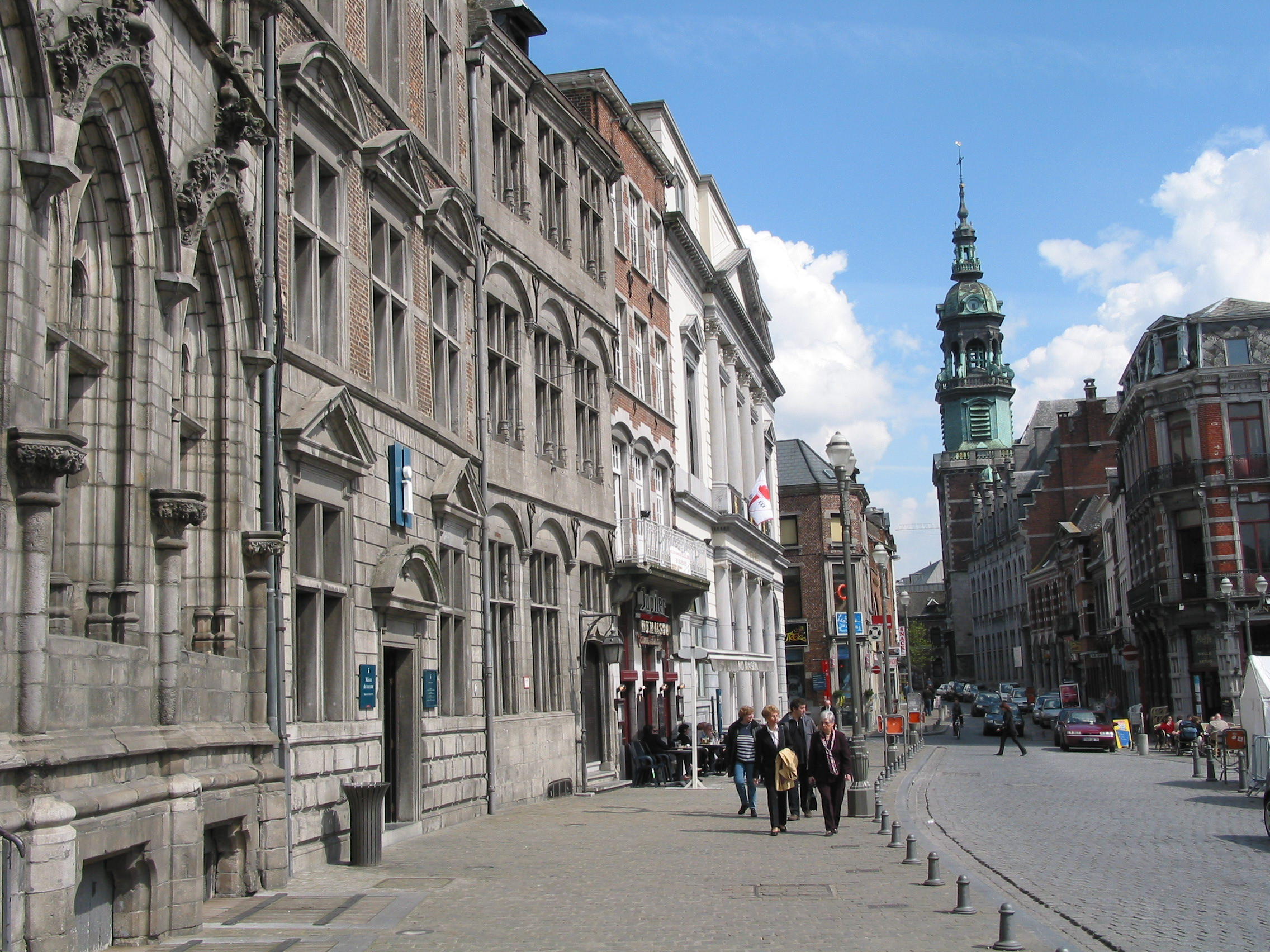
L'église Sainte-Élisabeth, vue de la Grand-Place de Mons

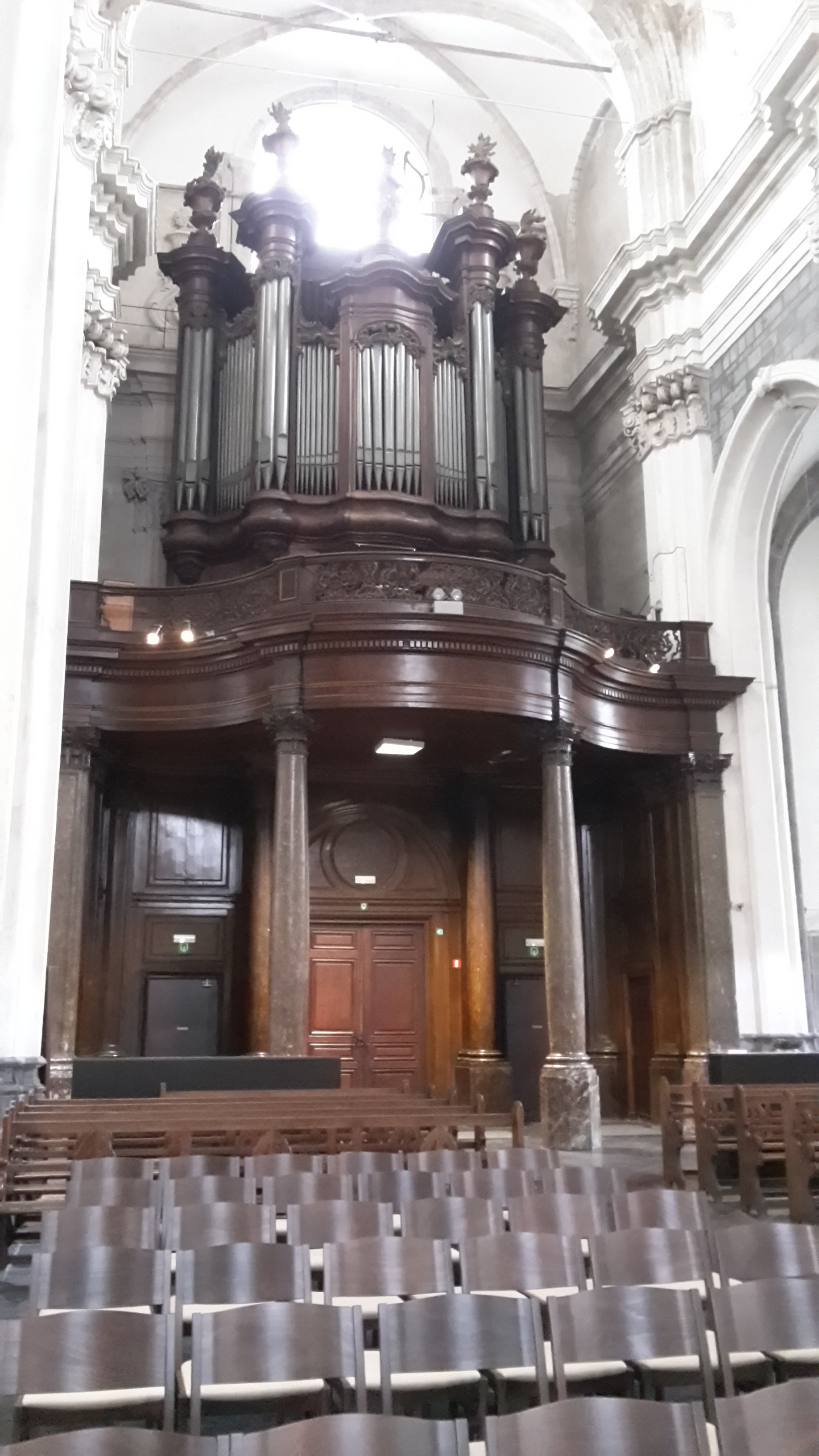
Grand orgue, reconstruit en 1849 par Joseph Merklin